# Žďárec
Žďárec (in tedesco Sdiaritz) è un comune della Repubblica Ceca facente parte del distretto di Brno-venkov, in Moravia Meridionale.